# Vaidotas Šlekys
Vaidotas Šlekys (1972. február 11. –) válogatott litván labdarúgó, csatár. Háromszoros litván bajnoki gólkirály.

## Pályafutása

### Klubcsapatban
1991 és 1994 között az Ekranas labdarúgója volt, ahol egy litván bajnoki címet nyert. Az 1991–92-es idényben – holtversenyben Remigijus Pocius-szal – 14 találattal, az 1992–93-as idényben 16 góllal, az 1993–94-es idényben 16 góllal, Robertas Žalys-szal holtversenyben a litván bajnokság gólkirálya volt. 
1994 és 2000 között Svájcban játszott. 1994 és 1996 között a Wil, 1996–97-ben a Lugano, 1997–98-ban a Schaffhausen, 1998 és 2000 között ismét a Wil játékosa volt. 2000 és 2004 között a liechtensteini FC Vaduz csapatában szerepelt. 2004-ben az osztrák Rheindorf Altach, majd 2005-ben a Rot-Weiss Rankweil labdarúgója volt. 2005–06-ban a svájci Chur 97 együttesében játszott. 2006-ban az Ekranas csapatában fejezte be az aktív játékot.

### A válogatottban
1991 és 1998 között 32 alkalommal szerepelt a litván válogatottban és három gólt szerzett.

## Sikerei, díjai
Ekranas
- Litván bajnokság
  - bajnok: 1992–93
  - gólkirály (3): 1991–92 (14 gól, Remigijus Pocius-szal holtversenyben), 1992–93 (16 gól), 1993–94 (16 gól, Robertas Žalys-szal holtversenyben)